# واشنطن مونيوز
واشنطن مونيوز (بالإسبانية: Washington Muñoz)‏ (مواليد 26 يونيو 1944) هو لاعب كرة قدم إكوادوري معتزل. لعب سابقاً في نادي برشلونة وبُعتبر هدافها التاريخي برصيد 101 هدفاً.

## وصلات خارجية
واشنطن مونيوز على موقع قاعدة بيانات كرة القدم.إي يو (الإنجليزية)